# Boderne (Næstved)
 For alternative betydninger, se Boderne. (Se også artikler, som begynder med Boderne)
Boderne eller Stenboderne er en samling rækkehuse fra middelalderen, der er opført i Næstved. De ligger lige syd for Sankt Peders Kirke på en skråning ned mod Susåen.
Komplekset består af tre sammenhængende bygninger kaldet Gotschalks Boder, Vesthuset og Tuesens Boder. Gotschalks Boder kaldes undertiden også for Stenboderne. Der fandtes yderligere ét midderlalderligt hus, der var en latinskole, som blev revet ned i slutningen af 1800-tallet. 
"Bod" er gammeldansk og betyder lejebolig.
Det er Danmarks længste rækkehusbebyggelse fra middelalderen og samtidig de ældste rækkehuse i landet. De blev fredet i 1918. I dag benytter Næstved Museum boderne til udstilling.

## Historie
De tre sammenhængende bygninger, er opført hver for sig.
Det ældste stenhus er Gotschalks Boder, der blev opført omkring år 1400, muligvis omkring 1442. Der findes en skriftlig kilde fra 1484, hvor det omtales som "det gamle stenhus". Bygningen har navn efter Henrik Gotschalk, der var præst og notar og boede i den ene af lejlighederne engang i 1400-tallet. Dendrokronologiske undersøgelser har vist, at alt tømmeret i huset blev udskiftet i 1482.
Vesthuset blev opført i midten af 1400-tallet som en tilbygning til de eksisterende Gotschalks Boder. 
Tuesens Boder er den nyeste af bygningerne, og blev opført omkring 1480. De har navn efter borgmester Mogens Tuesen, der betalte for byggeriet.  I 1484 overdrog Tuesens bygningen til Sankt Peders Kirke. Sammen med boderne overdorg han også sin badstue til dem. Kirken udlejede herefter boderne og brugte pengene på tidebønner. Tuesens selv døde i 1493. fra 1600-1602 regner man med, at der fandt en ombygning sted, der omdannede fire af lejlighederne til tre.
Omkring år 1500 blev der opført yderligere en bygning i forlængelse af Tuesens Boder. Huset blev brugt som latinskole, og det blev senere kaldt ”Peder Syvs Hus” efter Peder Syv, der underviste her fra 1658-1664. Indtil 1739 var huset en latinskole, hvorefter det fungerede som dansk skole. I 1881 blev huset nedrevet for at gøre plads til en ny skole.
I 1905 ejede Næstved Kommune Tuesens boder, og i 1964 erhvervede kommunen resten af bygningerne.
Alle tre boder blev fredet i 1918. I 1930 begyndte man at restaurere boderne. I den forbindelse blev de oprindelige dør- og vinduesåbninger udskiftet. Få år senere blev vinduerne på Vesthuset ændret med fladbuestik og false af munkesten, hvilket gjorde, at de ikke længere mindede om de oprindelige. Igen i 1966 påbegyndte man en restaurering, der varede helt frem til 1984 med enkelte afbrydelser. Her renoverede man bl.a. Mogens Tuesens Boder og førte dem tilbage til deres middelalderlige udseende. I denne proces udskiftede man størstedelen af stenene i ydermurene med nyproducerede munkesten fra et teglbrænderi ved Horsens. I 1986 fik Næstved Museum brugsret til boderne. Renovering blev belønnet med Europa Nostra-prisen i 1987. Her udstillede museet især keramik fra bl.a. Kähler Keramik og Holmegaard Glasværk indtil udstillingen lukkede pr. 31/12-18.

## Beskrivelse
Boderne består af tre sammenhængende stenhuse, der tilsammen er 54 m lange i dag.
Alle tre er opført i råde mursten med rødt tegltag.
Gotschlacks Boder indeholder tre lejligheder i stueetagen. Der var tre tilsvarende rum i kælderniveau, der enten har været selvstændige lejemål, eller har hørt til lejlighederne ovenpå. Bygningen er omkring 13,7 m lange og 6,6 m i bredden. De oprindelige rum var 4 x 5,5 m.
Vesthuset blev oprindeligt bygget som rækkehuse i to etager med lejligheder i stueplan og på første sal. Kælderen har været delt i to med indgang fra hhv. syd og vest. Bygningen er omkring 8 m, og den er 6,1 m bred i den vestlige ende og 6,6 m mod øst. Det oprindelige gulv i stueetagen lå 20-25 cm højere end i Gotschlacks Boder.
Tuesens Boder er den største af bygningerne med i alt syv boliger ved opførslen. Den er ca. 36 lang og 7,9 m bred. Indgangen til lejlighederne er på nordsiden, men kælderindgangene er fra syd. Derudover er der via en udvendig trappe på nordsiden adgang til tagrum.
Den nu nedrevne latinskole bestod af to stokværk. Den var 11,7 m lang og 7,7 m bred. Kælderen fungerede i perioder som kalklager for kirken. Stueetagen blev brugt som et stort skolerum for eleverne, mens første salen fungerede som rektors bolig.